# تائیس بلومه
تائیس بلومه (اسپانیایی: Thaïs Blume‎؛ زادهٔ ۱۹ سپتامبر ۱۹۸۴) بازیگر اهل اسپانیا است. وی از سال ۲۰۰۸ میلادی تاکنون مشغول فعالیت بوده‌است.
از فیلم‌ها یا برنامه‌های تلویزیونی که وی در آن نقش داشته‌است، می‌توان به پرینسیپه و شراب کهنه اشاره کرد.